# Saison 1 de Dead Zone
Chronologie
Saison 2
Cet article présente le guide des épisodes de la première saison du feuilleton télévisé Dead Zone.

## Diffusion
Aux États-Unis, la saison a été diffusée du 16 juin 2002 au 15 septembre 2002 sur USA Network.
En France, elle est apparue le 27 décembre 2003 dans La Trilogie du samedi sur M6 et s'est achevée le 7 février 2004.

## Épisodes

### Épisode 1:Résurrection:1repartie
- États-Unis : 16 juin 2002 sur USA Network
- France : 27 décembre 2003 sur M6

### Épisode 2:Résurrection:2epartie
- États-Unis : 23 juin 2002 sur USA Network
- France : 27 décembre 2003 sur M6

### Épisode 3:Persévérance
- États-Unis : 30 juin 2002 sur USA Network
- France : 3 janvier 2004 sur M6

### Épisode 4:L'Énigme
- États-Unis : 7 juillet 2002 sur USA Network
- France : 3 janvier 2004 sur M6

### Épisode 5:Un doute déraisonnable
- États-Unis : 14 juillet 2002 sur USA Network
- France : 10 janvier 2004 sur M6

### Épisode 6:Hantée
- États-Unis : 21 juillet 2002 sur USA Network
- France : 10 janvier 2004 sur M6

### Épisode 7:Paranoïa
- États-Unis : 28 juillet 2002 sur USA Network
- France : 17 janvier 2004 sur M6

### Épisode 8:L'Illusion
- États-Unis : 4 août 2002 sur USA Network
- France : 17 janvier 2004 sur M6

### Épisode 9:Le Choix
- États-Unis : 11 août 2002 sur USA Network
- France : 24 janvier 2004 sur M6

### Épisode 10:Sorcellerie
- États-Unis : 18 août 2002 sur USA Network
- France : 24 janvier 2004 sur M6

### Épisode 11:Le Dîner avec Dana
- États-Unis : 25 août 2002 sur USA Network
- France : 31 janvier 2004 sur M6

### Épisode 12:Chaman
- États-Unis : 8 septembre 2002 sur USA Network
- France : 31 janvier 2004 sur M6

### Épisode 13:Le Chaos
- États-Unis : 15 septembre 2002 sur USA Network
- France : 7 février 2004 sur M6